# Лиляна
„Лиляна“ е български игрален филм от 1920 година на режисьора Николай Ларин, по сценарий на Димитър Панчев и Константин Сагаев. Оператори са Чарл Кенеке и Кеворк Куюмджиев.

## Актьорски състав
Роли във филма изпълняват актьорите:
- Светослав Казанджиев – Камен
- Цветана Оджакова – Лиляна
- Иван Зачев – Художникът
- Ставруда Фратева
- Петко Чирпанлиев
- Вера Нобокова
- Мери Станинова-Стандич